# Concept art
 (décembre 2016).
Si vous disposez d'ouvrages ou d'articles de référence ou si vous connaissez des sites web de qualité traitant du thème abordé ici, merci de compléter l'article en donnant les références utiles à sa vérifiabilité et en les liant à la section « Notes et références ».

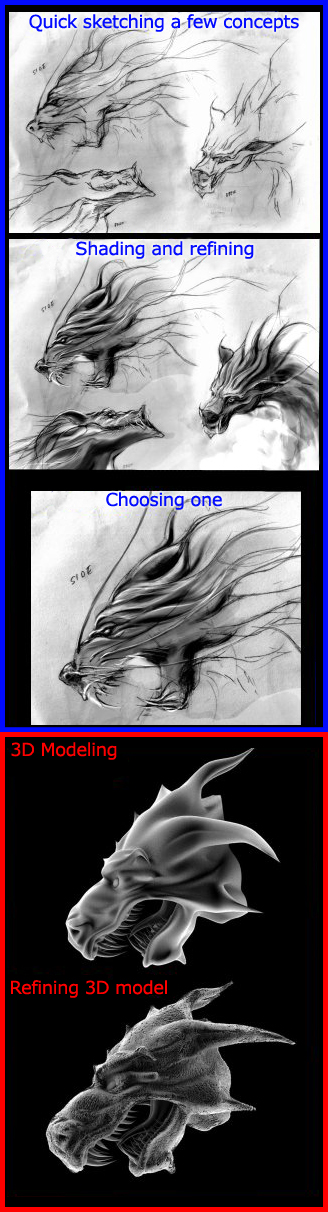
Exemple de concept par l'art avec le flux d'idées (bleu), suivie par la modélisation 3D (rouge). La référence et l'inspiration pour la modélisation 3D est l'une des utilisations commune du concept par l'art

Le concept art est une forme d'illustration utilisée pour traduire une idée, ou une atmosphère d'ensemble en recherches graphiques pouvant être utilisé dans les films, les jeux vidéo, l'animation, la bande dessinée et autres médias avant qu'elle ne soit intégrée dans la production finale d'un projet. Le Concept art fait aussi référence à l'élaboration graphique et/ou au concept. Ce terme peut également être appliqué au design industriel.
Le concept art est développé en plusieurs itérations. Les concept artist ou concepteurs artistiques testent différentes conceptions pour atteindre le résultat désiré aux prémices du travail, ou, parfois, cherchent un résultat qui détonne. Les dessins sont filtrés et affinés pour réduire le nombre d’options. Le concept artist n’est pas seulement utilisé pour faire progresser les tâches, il est aussi utilisé comme rendu pour montrer l’avancement du projet aux directeurs artistiques, aux réalisateurs et producteurs et aux clients. Une fois le travail terminé, les produits dérivés et les publicités sont souvent similaires au concept artistique bien qu’ils soient faits spécialement pour la promotion en se basant sur l'œuvre finale.

## Histoire
L'origine du terme concept art, en référence à la pré-production de la conception est ambiguë, bien que le terme fût utilisé par Disney dès le début des années 1930. Il peut aussi être apparu dans le cadre de la conception automobile pour les concept-cars.
Le concept artist est une personne qui crée une conception visuelle d'un élément, d'un personnage, ou une zone qui n'existe pas encore. Cela inclut les domaines du cinéma, de l'animation, et plus récemment de production de jeux vidéo mais cette liste est non exhaustive. Un concept artist peut être nécessaire uniquement pour les dessins préliminaires, ou peut faire partie d'une équipe de création jusqu'à ce qu'un projet arrive à terme.
Bien qu'il soit nécessaire d'avoir les compétences d'un très bon dessinateur, un concept artist doit également être en mesure de travailler dans des délais stricts à la manière d'un graphiste. Certains concept artists ont commencé par être artistes peintres, concepteurs industriels, animateurs de film d'animation, ou même réalisateurs. C'est au stade de l'interprétation des idées et de leur mise en forme que la créativité individuelle de l'artiste s'exprime le plus, bien que le sujet soit souvent hors de son contrôle. De nombreux concept artist travaillent dans un studio ou chez eux en étant freelance. Beaucoup d'artistes choisissent de devenir indépendant la multiplicité des clients. Il y a un salaire établi pour ceux qui travaillent pour de grands studios, mais cela dépend de la préférence des artistes. Le taux journalier moyen pour un concept artist est de 300 euros.